# VL Viima
Die VL Viima war ein Schulflugzeug des finnischen Herstellers Valtion lentokonetehdas.

## Geschichte und Konstruktion
Die Viima war ein zweisitziges Schulflugzeug der finnischen Luftwaffe. Die als Doppeldecker ausgelegte Maschine besaß hintereinander angeordnete Sitze in einem offenen Cockpit und war mit Stoff bespannt. Das Höhenleitwerk war konventionell ausgelegt. Zudem besaß das Flugzeug ein nicht einziehbares Spornradfahrwerk und wurde von einem Siemens-Halske-Sh-14-Sternmotor angetrieben.
20 Viimas wurden an die finnische Luftwaffe geliefert und bis in die späten 1940er-Jahre eingesetzt; danach wurden mindestens 14 Exemplare zivil genutzt, wobei mehrere mit einem geschlossenen Cockpit ausgerüstet wurden.

## Varianten
- Viima I: 2 Prototypen und 1 Vorserienflugzeug
- Viima II: Serienversion, 20 gebaut
- Viima IIB: angetrieben von einem de Havilland Gipsy Major.[2]

## Militärische Nutzung
- Finnland

## Technische Daten
| Kenngröße             | Daten                                                                 |
| --------------------- | --------------------------------------------------------------------- |
| Besatzung             | 2                                                                     |
| Länge                 | 7,35 m                                                                |
| Spannweite            | 9,20 m                                                                |
| Höhe                  | 2,73 m                                                                |
| Flügelfläche          | 20 m²                                                                 |
| max. Startmasse       | 875 kg                                                                |
| Reisegeschwindigkeit  | 150 km/h                                                              |
| Höchstgeschwindigkeit | 195 km/h                                                              |
| Dienstgipfelhöhe      | 4500 m                                                                |
| Reichweite            | 500 km                                                                |
| Triebwerke            | 1 × 7-Zylinder-Sternmotor Siemens & Halske Sh 14A mit 110 kW (150 PS) |